# Флавий Фест (консул 439 г.)
Флавий Руфий Постумий Фест (на латински: Flavius Rufius Postumius Festus) е политик на Западната Римска империя през 5 век.
През 439 г. Фест e консул на Запад с колега на Изток император Теодосий II.
Той е вероятно баща на Руфий Постумий Фест (консул 472 г.).